# Nola Rae
Nola Rae (Sídney, 1949) es una actriz, directora, mimo y payasa británica, considerada una de las artistas renovadoras del payaso en Europa, que fue galardonada en 2008 con la Orden del Imperio Británico por su aportación al drama y al mimo.

## Trayectoria
Nació en Australia y empezó a bailar a los 4 años. Luego, la familia de Rae se mudó a Londres en 1963, donde con 16 años accedió a la Royal Ballet School e inició una breve carrera de bailarina profesional, en la que fue primera bailarina en el ballet de Malmö. Poco después empezó su andadura como mimo y payasa, mudándose a París para estudiar con Marcel Marceau.
Fue la fundadora de la compañía francesa International Research Troupe Kiss, cofundadora de la compañía itinerante de payasos Friends Roadshow junto a Jango Edwards, y también miembro de la Bristol Old Vic Company. En 1974, creó el London Mime Theatre junto al diseñador, Matthew Ridout, y fue una de las creadoras del London Internacional Mime Festival, junto a Joseph Seelig.
Rae estrenó su primer espectáculo en solitario en 1975, en Le Festival du Monde, celebrado en Nancy. Desde entonces ha creado numerosas obras que la han llevado por teatros y festivales de todo el mundo, visitando más de 69 países.
El estilo que la hizo un referente en el mundo del clown mezcla el mimo, payaso, títeres y la danza.
Entre las obras que ha dirigido, se encuentran La casa de Bernarda Alba o Penélope de la payasa española, Pepa Plana. En 2017, fue la invitada especial del Festival Internacional de Payasas del CircCric, que se celebra en Cataluña.

## Espectáculos destacados
- Shakespeare the Works
- Midsummer Night’s Dream
- Elizabeth’s Last Stand
- And the Ship Sailed On
- Mozart Preposteroso.[12]
- Exit Napoleon Pursued by Rabbits.[17]
- Home Made Shakespeare
- Nellie Pasta's Opera Cocktail

## Premios y distinciones
- Total Theatre Lifetime Achievement Award
- Charlie Rivel Award for Clowning del Festival de Amandola
- International Clown Hall of Fame
- Orden del Imperio Británico en 2008